# Linum pubescens
Linum pubescens   es una fanerógama de la familia de las lináceas.

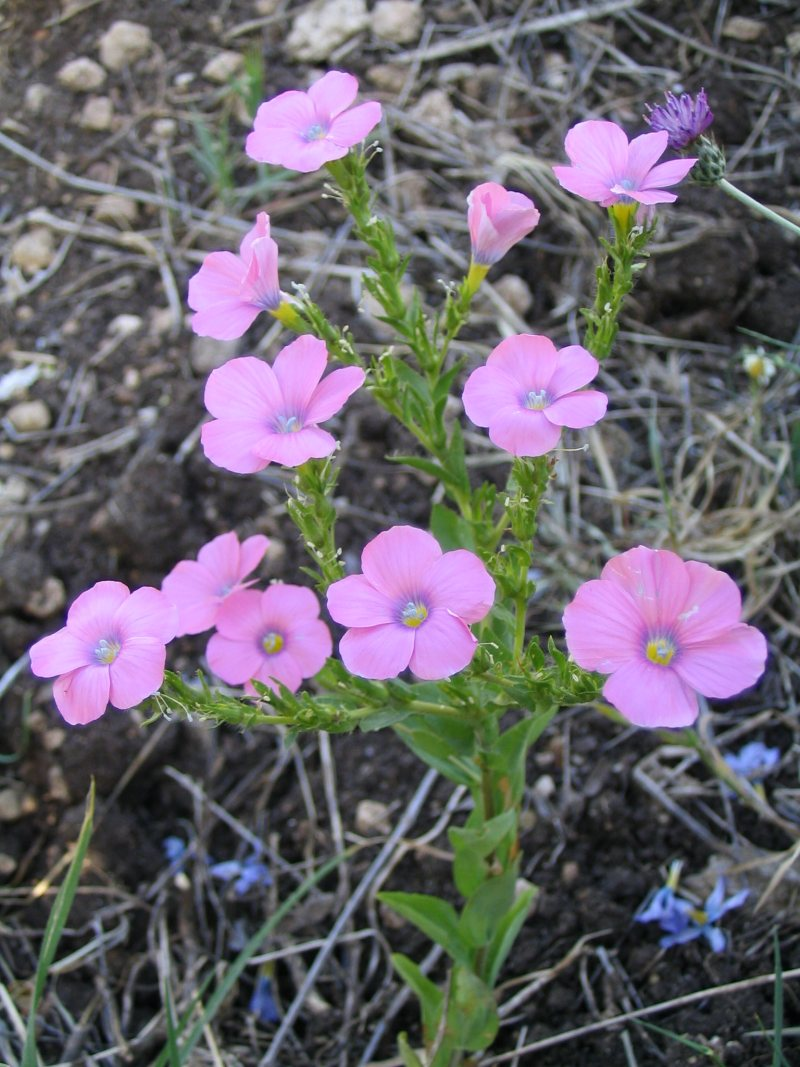
Vista de la planta

## Descripción
Planta anual, pubescente de 7-10 cm de altura, raramente hastas 35 cm, con 1-2 tallos. Hojas alternas, sésiles, lanceoladas, uninervadas, de hasta 2 cm de largo y 5 mm de ancho, planas  de márgenes enteros. Flores relativamente pequeñas, radiadas en inflorescencias terminales, de 3-5 flores. 5 sépalos, libres, uninervados, puntiagudos, de 8-10 mm de largo, con el margen cubierto de pestañas glandulosas. 5 pétalos, libres de hasta 2 cm de largo, rosas, oblongo ovalados, retorcidos en el capullo. 5 estambres, entre los que se hallan 5 dientes cortos, soldados por la base. Ovario súpero, con 5 estilos filamentosos. Fruto en cápsula esférica, de 10 compartimentos.

## Hábitat
En pendientes secas.

## Distribución
En el Mediterráneo oriental, Albania hasta Creta.

## Taxonomía
Linum pubescens fue descrita por Banks & Sol. y publicado en Nat. Hist. Aleppo ed. 2, 2: 268 1794.